# Дедков, Игорь Александрович
Игорь Александрович Дедков (11 апреля 1934, Смоленск — 27 декабря 1994, Москва, СССР) — советский и российский литературный критик.

## Биография
По окончании факультета журналистики МГУ (1957) работал в газете «Северная правда» (Кострома). Член Союза писателей СССР (1975), с 1976 года — ответственный секретарь Костромского отделения Союза журналистов СССР.
С 1987 года в Москве, был политическим обозревателем журнала «Коммунист». Секретарь правления Союза писателей СССР (1986—1991).
В 1992 году получил предложение Администрации Президента и правительства РФ занять пост министра культуры, но отказался.
Автор книг о творчестве Василя Быкова и Сергея Залыгина, статей о произведениях Виктора Астафьева, Юрия Трифонова, Константина Воробьёва и др.
Похоронен в Москве, на Востряковском кладбище.
Жена — Тамара Федоровна Дедкова (до замужества Сальникова; 1936, Ярославль — 2016, Москва). В 1959 году окончила факультет журналистики МГУ, переехала к мужу в Кострому, работала в газетах «Молодой ленинец» и «Северная правда». С 1988 года — работала на кафедре периодической печати факультета журналистики МГУ.
Сыновья:
- Владимир
- Никита (г.р. 1968), историк, политолог, кандидат исторических наук, заместитель главного редактора журнала «Свободная мысль-ХХI».

## Книги Игоря Дедкова
- Возвращение к себе. — М.: Современник, 1978
- Во все концы дорога далека: Литературно-критические очерки и статьи. — Ярославль : Верхне-Волжское книжное издательство, 1981.
- Сергей Залыгин: Страницы жизни, страницы творчества. — М.: Современник, 1985.
- Обновленное зрение: Сборник статей. — М.: Искусство, 1988.
- Живое лицо времени: Очерки прозы семидесятых—восьмидесятых. — М.: Советский писатель, 1986.
- Василь Быков. Очерк творчества. — М.: Советский писатель, 1988.
- Василь Быков: Повесть о человеке, который выстоял. — М.: Советский писатель, 1990.
- Дневник, 1953—1994. — М.: Прогресс-Плеяда, 2005.
- Эта земля и это небо: Очерки, заметки, интервью, дневниковые записи о культуре провинции 1957—1994 годов. — Кострома: Костромаиздат, 2005.
- Любить? Ненавидеть? Что еще?… Заметки о литературе, истории и нашей быстротечной абсурдной жизни. — М.: Издательский центр «АИРО-ХХ», 1995.

## Память
В марте 1995 года в целях государственной поддержки развития культуры, укрепления традиций отечественного литературоведения и публицистики учреждена Премия имени Дедкова.
В Костромском государственном университете на базе Института гуманитарных наук и социальных технологий есть Межрегиональный научно-просветительский центр им. И. А. Дедкова.